# Douglas Hurley
Douglas Gerald "Doug" Hurley, né le 21 octobre 1966 à Endicott dans l'État de New York, est un astronaute américain.
Avec l'astronaute Robert Behnken, il prend part à la mission SpX-DM2 de l'agence spatiale américaine privée SpaceX le 30 mai 2020 depuis le centre spatial Kennedy. C'est la première mission habitée américaine depuis le retrait de la navette spatiale américaine en juillet 2011.

## Biographie
Après un diplôme en génie civil de l'université Tulane en 1988, Douglas Hurley est devenu lieutenant-colonel dans les marines et a piloté des F/A-18. Il a été ensuite sélectionné en 2000 par la NASA dans le groupe 18 d'astronautes.
Hurley aime pratiquer la chasse, l'alpinisme, le camping et la course de NASCAR. Il est marié à l'astronaute américaine Karen Nyberg, ensemble ils ont un fils Jack, né en 2010.

## Vols réalisés
Douglas Hurley a participé à deux missions de navette en tant que pilote :
- STS-127 Endeavour (15 juillet 2009), en direction de la Station spatiale internationale pour terminer l'installation du module japonais Kibō et apporter de nouvelles batteries et divers équipements.
- STS-135 Atlantis (28 juin 2011), en direction de la Station spatiale internationale. Dernière mission d'une navette spatiale.

Il est sélectionné en 2015 pour tester les nouveaux vaisseaux privés américains (Crew Dragon de SpaceX et CST-100 Starliner de Boeing) avec Sunita Williams, Robert Behnken et Eric Boe.
- Il est désigné pour participer au vol SpX-DM2 de qualification du vaisseau de SpaceX Crew Dragon[3],[4]. Le lancement, initialement prévu le 27 mai 2020, est interrompu 17 minutes avant le décollage en raison de mauvaises conditions météorologiques et reporté au 30 mai suivant, où il se déroule avec succès à 15 h 22 (heure locale)[5].

Doug Hurley prend sa retraite de la NASA le 16 juillet 2021.

## Galerie

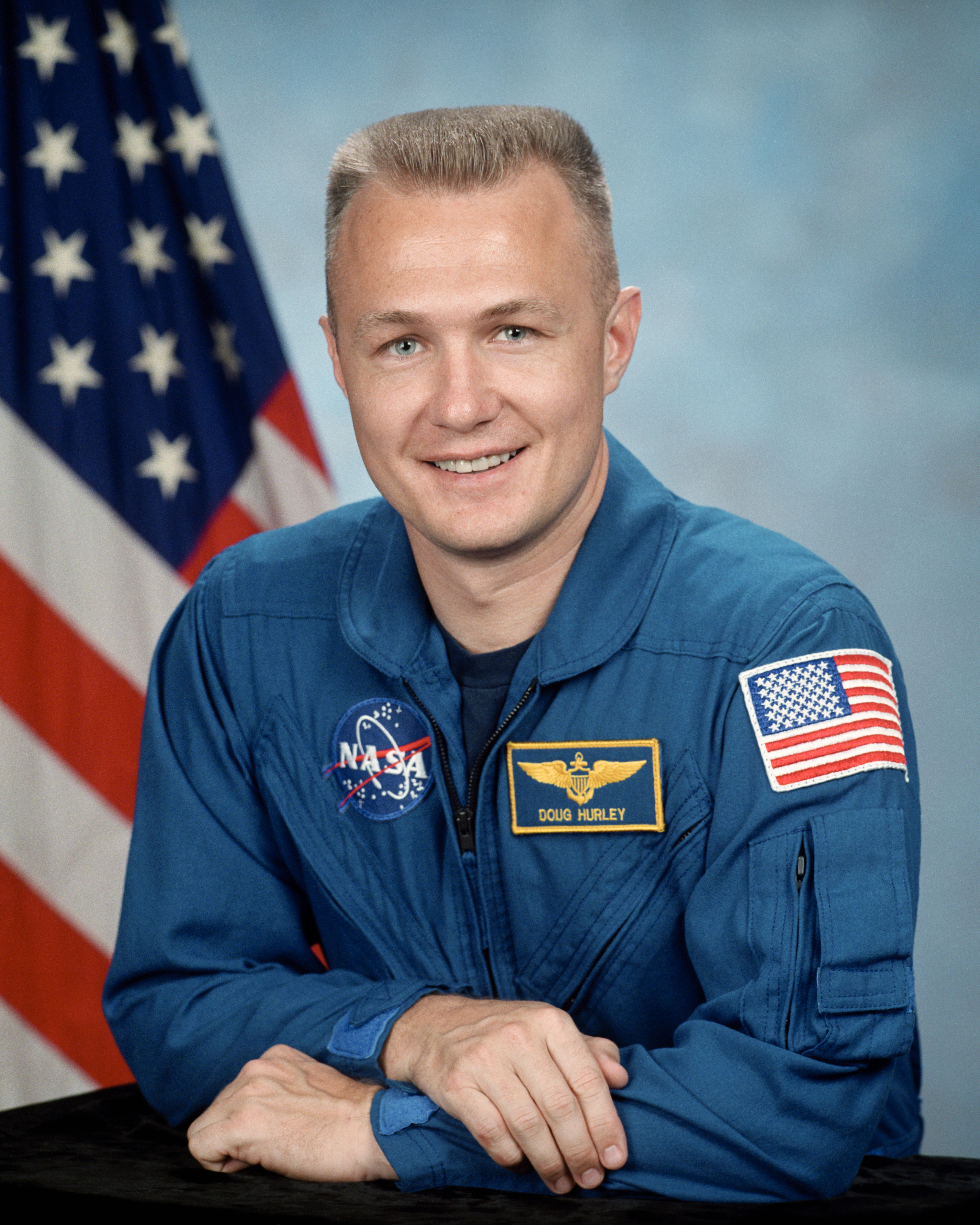
Photo officielle lors de sa sélection, en 2000.
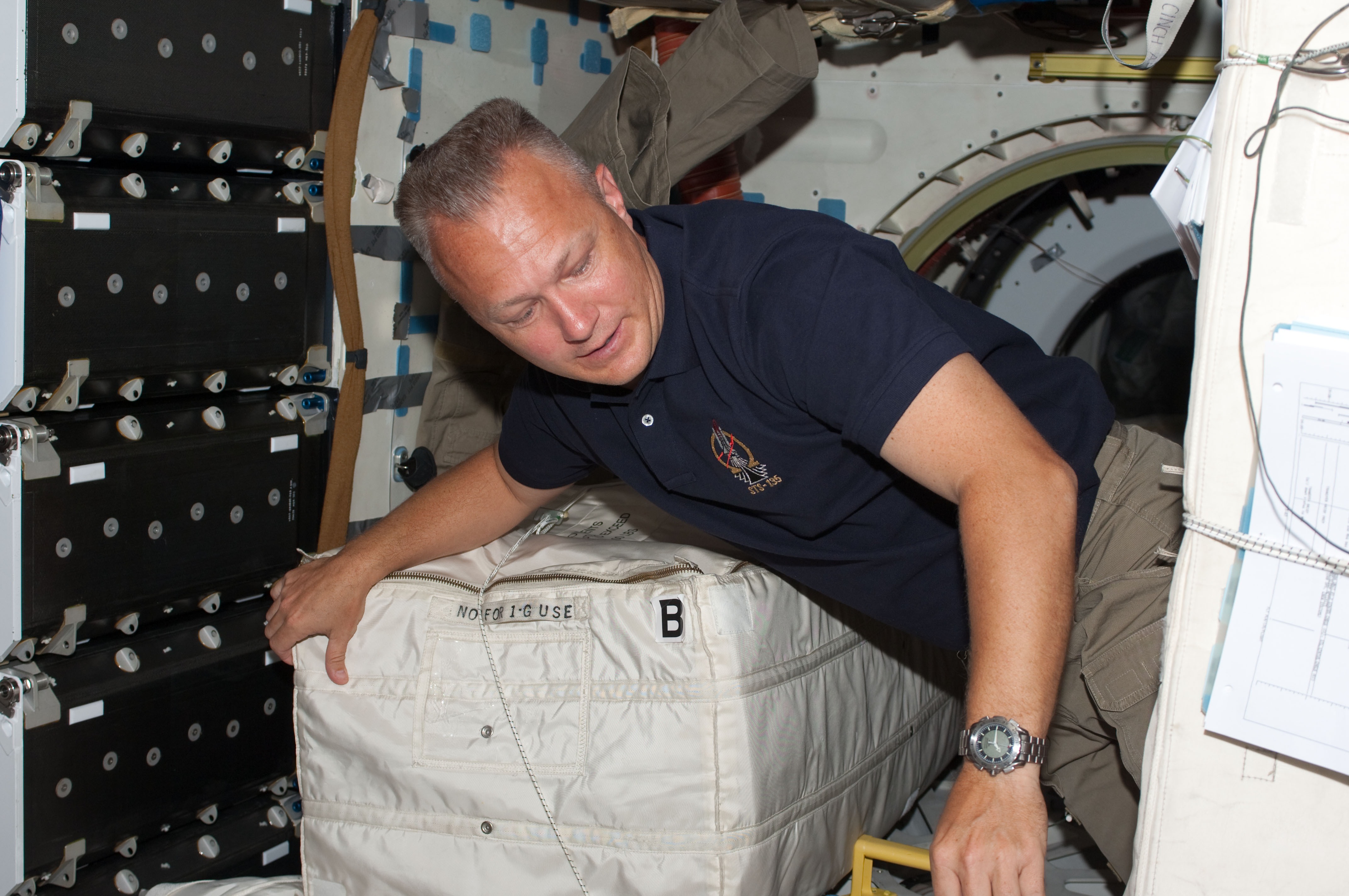
Sur le pont (middeck) de la navette lors de STS-135.
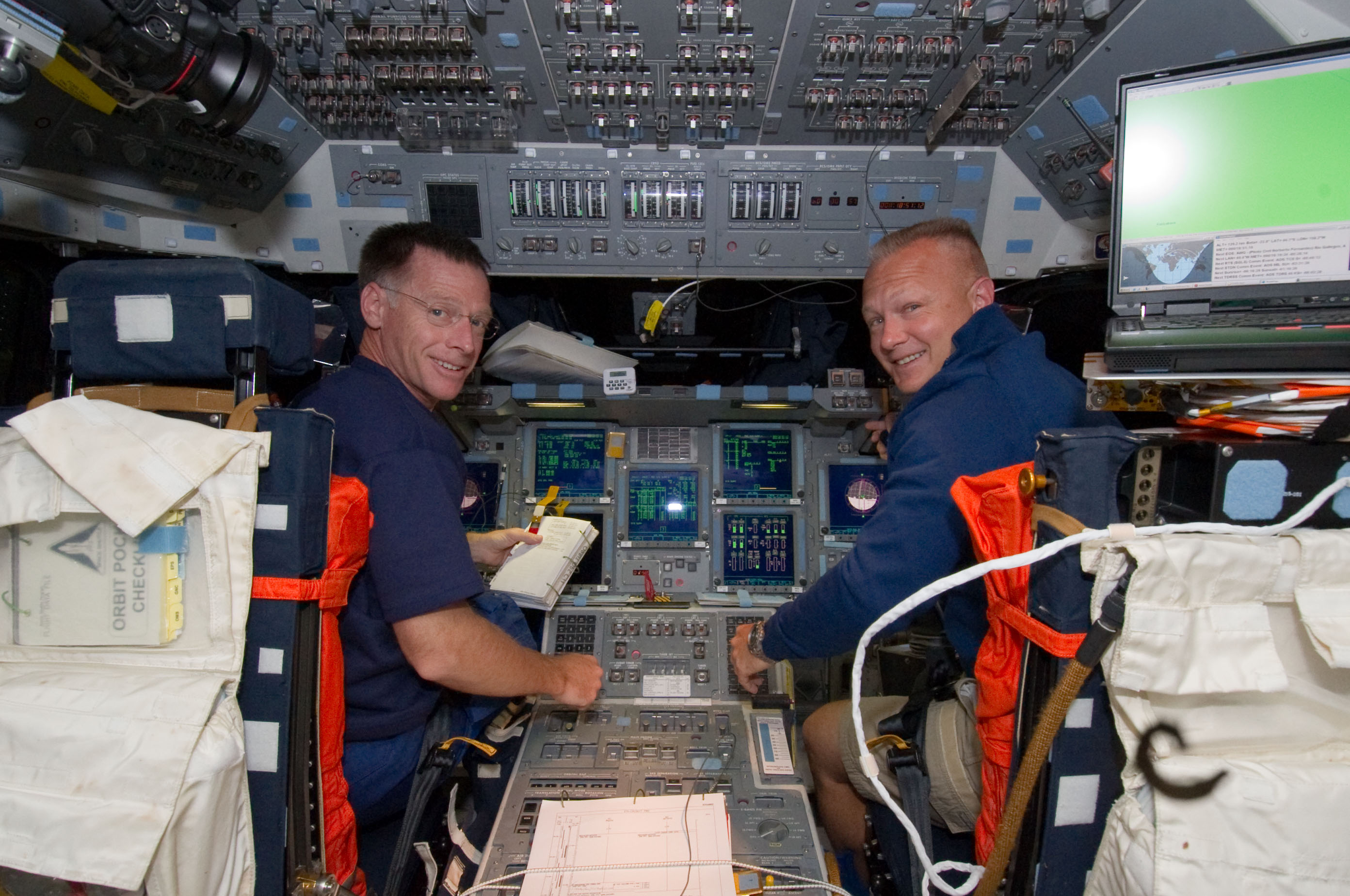
Hurley (à droite) avec son commandant, Christopher Ferguson, lors de STS-135.
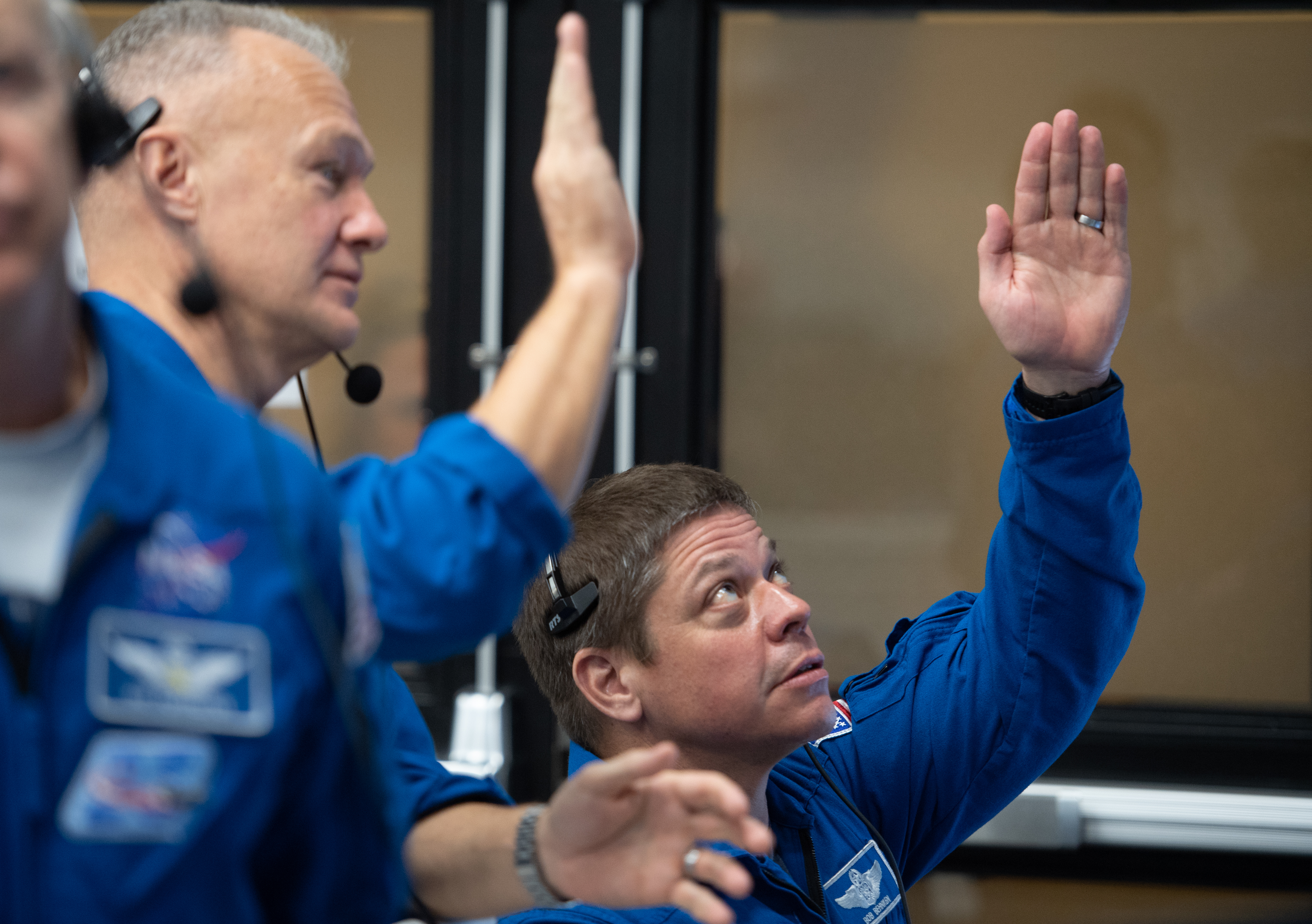
L'équipage de la mission Demo-2 du Crew Dragon, Douglas Hurley et Robert Behnken lors du décollage de la mission inhabitée Demo-1.